# Danielle Peter
Danielle Peter, coniugata Tognarini (Mulhouse, 28 dicembre 1946 – Mulhouse, 23 maggio 1981), è stata una cestista francese.
Era la sorella di Claude Peter.

## Carriera
Con la Francia ha disputato due edizioni dei Campionati mondiali (1964, 1971) e quattro dei Campionati europei (1964, 1966, 1968, 1970).